# Hohenbuchen
Hohenbuchen ist ein Gemeindeteil des Marktes Stammbach im Landkreis Hof (Oberfranken, Bayern). Hohenbuchen liegt in der Gemarkung Gundlitz.

## Geografie
Westlich der Einöde grenzt das Waldgebiet Siebengrün an. Ein Anliegerweg führt an der Einöde Schrot vorbei zur Kreisstraße HO 22 (0,3 km südwestlich).

## Geschichte
Hohenbuchen wurde 1820 erstmals schriftlich erwähnt. Der Ort wurde auf dem Gemeindegebiet von Marienweiher gegründet. 1837 wurde Hohenbuchen der neu gebildeten  Gemeinde Gundlitz überwiesen. Im Zuge der Gebietsreform in Bayern wurde Hohenbuchen am 1. Januar 1978 nach Stammbach eingemeindet.

### Einwohnerentwicklung
| Jahr      | 1819  | 1849  | 1861  | 1871   | 1885   | 1900   | 1925   | 1950   | 1961   | 1970   | 1987  |
| Einwohner | *     | 13    | 28    | 28     | 24     | 13     | 15     | 13     | 11     | 16     | 6     |
| Häuser    |       |       |       |        | 3      | 3      | 3      | 3      | 3      |        | 2     |
| Quelle    | [ 8 ] | [ 5 ] | [ 9 ] | [ 10 ] | [ 11 ] | [ 12 ] | [ 13 ] | [ 14 ] | [ 15 ] | [ 16 ] | [ 1 ] |

## Religion
Hohenbuchen ist gemischt konfessionell. Die Katholiken sind nach St. Jakobus der Ältere (Marktschorgast) gepfarrt, die Protestanten nach St. Maria (Stammbach).